# Pee Wee Reese
Harold Peter Henry "Pee Wee" Reese (Ekron, 23 de julho de 1918 – Louisville, 14 de agosto de 1999) foi um jogador de beisebol estadunidense que atuou pela equipe dos Dodgers, quando esta ainda estava baseada no Brooklyn, em Nova Iorque. 
Considerado um dos responsáveis pela ruptura do preconceito racial no esporte em que militou, Pee Wee foi integrado ao Hall da Fama do beisebol em 1984.

## Biografia
Reese serviu na Marinha dos Estados Unidos durante a II Guerra Mundial e, apesar de sua baixa estatura, era bastante competitivo e teve uma carreira de dezoito anos no beisebol no qual participou de nove partidas do All-Stars, obtendo sete participações e uma conquista da World Series de 1955, havendo jogado apenas uma temporada quando o Dodgers mudara-se para Los Angeles, justamente quando se aposentou, em 1958.
Casou-se em 1942 com Dorothy, com quem teve o filho Mark.
Com o grande preconceito que vigia nos Estados Unidos na década de 1940, ele surpreendeu ao demonstrar apoio público e amizade com o então iniciante no esporte Jackie Robinson, quebrando a barreira racial existente. Seu gesto de abraçar Robinson durante um momento difícil numa partida contra o Crosley Field de Cincinnati teve grande impacto na Liga e também na sociedade estadunidense.
Foi capitão e rebatedor principal dos Dodgers, levando o time a participar da World Series de 1941, a primeira desde a década de 1920; após seis finais contra os Yankees, os Dodgers eram vistos como uma equipe secundária de Nova Iorque e "fregueses" do rival até que venceram, com grande importância na liderança de Pee Wee, a final de 1955; em sua carreira atingiu grandes marcas no beisebol.
Após o fim da carreira trabalhou na equipe do Louisville Slugger e como comentarista de beisebol em emissoras como CBS e NBC; sempre visitava o campo de treinamento dos Dodgers em Vero Beach na Flórida, sendo uma das presenças marcantes quando a equipe comemorou em 1995 o quadragésimo aniversário de sua única vitória quando esta sediava-se no Brooklyn.
Em 1977, quando se tratava de uma fratura no quadril, descobriu estar com câncer de pulmão e iniciou o tratamento com a retirada de um tumor; mais tarde veio a se tratar também de um câncer na próstata, até que finalmente sucumbiu à doença em 1999.